# 13. приморско-горанска дивизија НОВЈ
Тринаеста приморско-горанска ударна дивизија НОВЈ формирана је у другој половини априла 1943. године у Брињу, према наређењу Врховног штаба НОВ и ПОЈ. При оснивању у њен састав су ушле Шеста и Четрнаеста приморско-горанска бригада. Командант дивизије био је Вељко Ковачевић, а политички комесар Јосип Скочилић, обојица народни хероји.
Била је под непосредном командом Главног штаба НОВ и ПО Хрватске и претежито дејствовала у Горском котару и Хрватском приморју. По наредби Главног штаба Хрватске, од 17. маја 1943. године, Шеста бригада преименована је у Прву, а Четрнаеста у Другу бригаду Тринаесте приморско-горанске дивизије.

## Борбени пут дивизије
До 25. јуна 1943, дивизија је са Другом бригадом садејствовала с јединицама Друге оперативне зоне Хрватске на подручју Босиљева. Од 12. маја је, са Првом, а затим и Првом, Шестом и Четвртом бригадом Осме кордунашке дивизије, водила тешке борбе против италијанско-квислиншких снага за одбрану правца Бриње–Жута Локва–Вратник–Сењ, а у садејству с Другом бригадом и Првим и Другим приморско-горанским партизанским одредом у одбрани слободне територије Горског котара и Хрватског приморја.
Крајем јуна 1943, дивизија је преузела одбрану правца Бриње–Вратник–Сењ, а борбе су трајале до 8. септембра 1943. године. Приликом капитулације Италије септембра 1943, јединице дивизије водиле су борбе с италијанском дивизијом „Мурђе“, те уз помоћ локланог становништва разоружале највећи део италијанског Петог корпуса у Хрватском приморју и Горском котару. Тада је била заплењена велика количина тешког и лаког наоружања. У том је тренутку у партизане ступило око 10 000 нових бораца, којима су биле попуњене јединице Тринаесте дивизије и у њеном саставу формиране нове, Трећа, Четврта, Пета и Шеста бригада. После реорганизације дивизије, 20. септембра 1943, Пета и Шеста бригада су расформиране, а њиховим људством попуњене прве четири бригаде, а остатак бораца пребачен је у Шесту дивизију НОВЈ. У дивизији је тада било око 5100 бораца, а један батаљон и 70 руководилаца били су упућени у Истру ради помагања тамошњег Народноослободилачког покрета.
У садејству са морнаричким јединицама НОВЈ, делови дивизије извршили су, 25. септембра, десант на Лошињ и ослободили га после дводневних борби. Почетком октобра, део дивизије је заједно са Шестом дивизијом учествовао у борбама у рејону Перушић, Госпић, Карлобаг против делова Дванаесте и Петнаесте домобранске пуковније и Четвртог усташког здруга. Са две бригаде, ослободила је 3. октобра Карлобаг. Дивизија је водила тешке борбе у немачкој Октобарској офанзиви, у којој су снаге немачке 71. пешадијске и оклопне дивизије „Херман Геринг“, 901. оклопног и 14. СС полицијског пука, прокрстариле слободном територијом Горског котара и Хрватског приморја од 7. до 15. октобра. Дивизија је претрпела знатне губитке, али је већ у другој половини октобра поновно ослободила привремено изгубљену територију.
Крајем новембра 1943, на оперативно подручје Тринаесте дивизије из Словеније је била пребачена Осамнаеста дивизија Седмог словеначког корпуса НОВЈ. У другој половини децембра, обе су дивизије водиле борбе с опкољеном усташко-домобранском посадом у Врбовском и усташко-немачким снагама које су омогућиле опкољеној посади да се повуче у Огулин. У другој половини јануара 1944. године, дивизија је ликвидирала више непријатељских упоришта на линији Карлобаг–Госпић.
Четврта бригада је 6. јануара 1944. била преименована у Другу бригаду Оперативног штаба за Лику, а Друга бригада се 30. јануара вратила у састав Тринаесте дивизије. Крајем јануара, Осамнаеста дивизија се вратила у Словенију, а Тринаеста је ушла у састав Једанаестог корпуса НОВЈ. Током фебруара, дивизија је водила борбе против делова немачке 392. и 188. резервне дивизије и усташа код Хрељина, Бриња и осталих места, те током марта у рејону Оточца, Сења, Крижпоља, Бриња и осталих места у околици. Дана 13/14. марта ослободила је Гомирје, у априлу је дејствовала у ширем рејону око Дрежнице, а крајем априла око Босиљева. Делови дивизије су 6. маја у луци Омишаљ на Крку, потопили немачки пароброд „Плав“ и заробили посаду, 13. јуна ослободили Делнице, а 30. јуна учествовали, заједно са Петом бригадом „Иван Цанкар“, у ослобађању Босиљева, а 13. јула поновно ослободили Дрежницу.
Дана 16. јуна, Трећа бригада ушла је у састав 35. личке дивизије, а 25. јула је формирана нова Трећа бригада Тринаесте дивизије. Дивизија је тада имала 4647 бораца. У августу, дивизија је водила борбе око Босиљева, Босанаца, Дрежнице и Јосипдола. Од почетка септембра водила је борбе на комуникацији Огулин–Бриње–Сењ–Краљевица и у рејону Сушака. Њени делови су 15. септембра разбили усташку чету и уништили један авион, 15 барака и зграду за смештај војске на аеродрому на Гробничком пољу.
Почетком новембра, Тринаеста дивизија се пребацила у Лику и 16. новембра заузела Свети Рок, а после тога наставила да чисти од непријатеља комуникације Ловинац–Обровац. Са 35. дивизијом НОВЈ учествовала је у ослобођењу Грачаца почетком децембра. Дана 20. децембра 1944, добила је назив ударна.
Дивизија је 2. априла 1945. године била попуњена борцима Друге и Треће бригаде из расформиране 35. дивизије. Учествовала је, од 23. априла у саставу Четврте армије ЈА, у завршним операцијама за ослобођење Лике, Хрватског приморја, Горског котара и дела Словеније према Илирској Бистрици. Тамо је 7. маја водила последње борбе са деловима опкољеног немачког 97. корпуса. Пред крај рата, дивизија је имала око 5600 бораца.